# جوزيف بارموس
جوزيف بارموس، من مواليد 28 أغسطس 1954 ، لاعب كرة قدم تشيكوسلوفاكي سابق.
لعب مع منتخب تشيكوسلوفاكيا لكرة القدم.

## روابط خارجية
- جوزيف بارموس على موقع الاتحاد التشيكي (الإنجليزية)
- جوزيف بارموس على موقع قاعدة بيانات كرة القدم.إي يو (الإنجليزية)
- جوزيف بارموس على موقع ناشيونال فوتبول تيمز (الإنجليزية)
- جوزيف بارموس على موقع كووورة